# Franco Zuculini
Franco Zuculini (* 5. September 1990 in La Rioja) ist ein ehemaliger argentinischer Fußballspieler mit italienischem Pass. Bevorzugt wurde er im zentralen oder im rechten Mittelfeld eingesetzt.

## Karriere

### Verein
Zuculini spielte in der Jugend beim Racing Club – dort begann er auch 2008 seine Profikarriere. Sein Profidebüt gab er am 13. April 2008. In der Folgezeit entwickelte er sich auf der zentralen Mittelfeldposition zum Stammspieler und erregte auf dem europäischen Fußballmarkt Aufmerksamkeit.
Ab der Saison 2009/10 spielte Zuculini bei der TSG 1899 Hoffenheim in der Bundesliga. Er wechselte für 4,6 Mio. Euro Ablöse zur TSG. Sein Debüt in der Bundesliga gab der Mittelfeldspieler am 5. Spieltag, beim 3:0-Sieg gegen den VfL Bochum. Dabei wechselte ihn Trainer Ralf Rangnick in der 84. Minute für Demba Ba ein. Am 24. Oktober 2009 erzielte der Argentinier sein erstes Bundesligator, als er beim 3:0 gegen den 1. FC Nürnberg für den Endstand sorgte.
Zur Saison 2010/11 verlieh Hoffenheim Zuculini an den CFC Genua in die italienische Serie A.
Im Februar 2011 verlieh die TSG 1899 Hoffenheim Zuculini bis zum Ende der Saison 2010/11 in seine Heimat an Racing Club.
Im August 2011 wurde Zuculini für die Saison 2011/12 an Real Saragossa ausgeliehen. Der eigentlich noch bis zum 30. Juni 2014 laufende Vertrag der TSG Hoffenheim mit Zuculini wurde im Mai 2012 einvernehmlich aufgelöst. Er wurde daraufhin fest von Real Saragossa verpflichtet.
Nachdem Zuculini seit Mitte August 2013 vereinslos war, kehrte er Mitte Januar 2014 in seine Heimat zu Arsenal de Sarandí zurück. Nach nur 12 Spielen wechselte Zuculini zum FC Bologna, mit dem er in die Serie A aufstieg. Nach nur einer absolvierten Partie in der Folgesaison wechselte er zu Hellas Verona, wo er erneut den Aufstieg ins italienische Oberhaus schaffte.

### Nationalmannschaft
Zuculini nahm 2007 mit der argentinischen U-17-Nationalauswahl am Campeonato Sudamericano Sub-17 teil und belegte dabei den dritten Rang, der zugleich zur Qualifikation für die U-17-Weltmeisterschaft 2007 in Südkorea genügte. Bei der WM-Endrunde kam er in vier der fünf Partien Argentiniens zum Einsatz, dreimal stand er in der Startelf. Das argentinische Team scheiterte schließlich im Viertelfinale am späteren Weltmeister Nigeria. 2009 gehörte er beim Campeonato Sudamericano Sub-20 zum Aufgebot der argentinischen U-20. Mit einem Sieg und drei Unentschieden erreichte die Mannschaft die Finalrunde, holte dort aber in fünf Partien nur zwei Punkte und beendete das Turnier auf Rang 6, der zur Qualifikation für die Junioren-Weltmeisterschaft nicht ausreichte.
Unter Nationaltrainer Diego Maradona gab Zuculini am 20. Mai 2009 gegen Panama sein Debüt für die argentinische A-Nationalmannschaft. Beim Stand von 2:1 wurde er in der 58. Minute für den gleichaltrigen Eduardo Salvio eingewechselt.

## Privates
Sein jüngerer Bruder Bruno (* 1993) ist ebenfalls Profifußballer und steht bei River Plate unter Vertrag.

## Erfolge
- Aufstieg in die Serie A: 2014/15, 2016/17